# Kolesnîkî, Ovruci
Kolesnîkî (în ucraineană Колесники) este localitatea de reședință a comunei Kolesnîkî din raionul Ovruci, regiunea Jîtomîr, Ucraina.

## Demografie
Componența lingvistică a localității Kolesnîkî
     Ucraineană (100%)
Conform recensământului din 2001, toată populația localității Kolesnîkî era vorbitoare de ucraineană (100%).